# Малинівка (Киселівська сільська громада)
Мали́нівка — село в Україні, з 2020 р. увійшло до Киселівської сільської громади у Чернігівському районі Чернігівської області. Населення становить 223 осіб. До 2020 орган місцевого самоврядування — Терехівська сільська рада.
До 1961 року — Чорторийка.

## Історія
12 червня 2020 року, відповідно до розпорядження Кабінету Міністрів України № 730-р «Про визначення адміністративних центрів та затвердження територій територіальних громад Чернігівської області», увійшло до складу Киселівської сільської громади.
19 липня 2020 року, в результаті адміністративно - територіальної реформи та ліквідації Чернігівського району, село увійшло до складу новоутвореного Чернігівського району Чернігівської області.

## Населення

### Мова
Розподіл населення за рідною мовою за даними перепису 2001 року:
| Мова       | Кількість | Відсоток |
| ---------- | --------- | -------- |
| українська | 223       | 100%     |

## Економіка
У 2018 році було запропоновано збудувати сонячну електростанцію. Проєкт 6 лютого 2018 року схвалила Чернігівська облрада.
У 2019 році сонячну електростанцію відкрили. Спочатку потужність буде становити 0,6 МВт, згодом вона має вийти на планову потужність 1,2 МВт. Електростанція складається із 5000 сонячних панелей і займає 2 га землі. Станцію збудували чернігівці Ігор Ніколаєнко та Ігор Комоцький. Проєкт окупиться за 5 років.

## Транспорт
Село знаходиться досить близько від Чернігова — 8 км. Від Олександрівки (район Чернігова) до села через Товстоліс і Терехівку прокладена асфальтована дорога. Кілька разів на день через село проїжджає автобус «Чернігів-Петрушин».

## Галерея

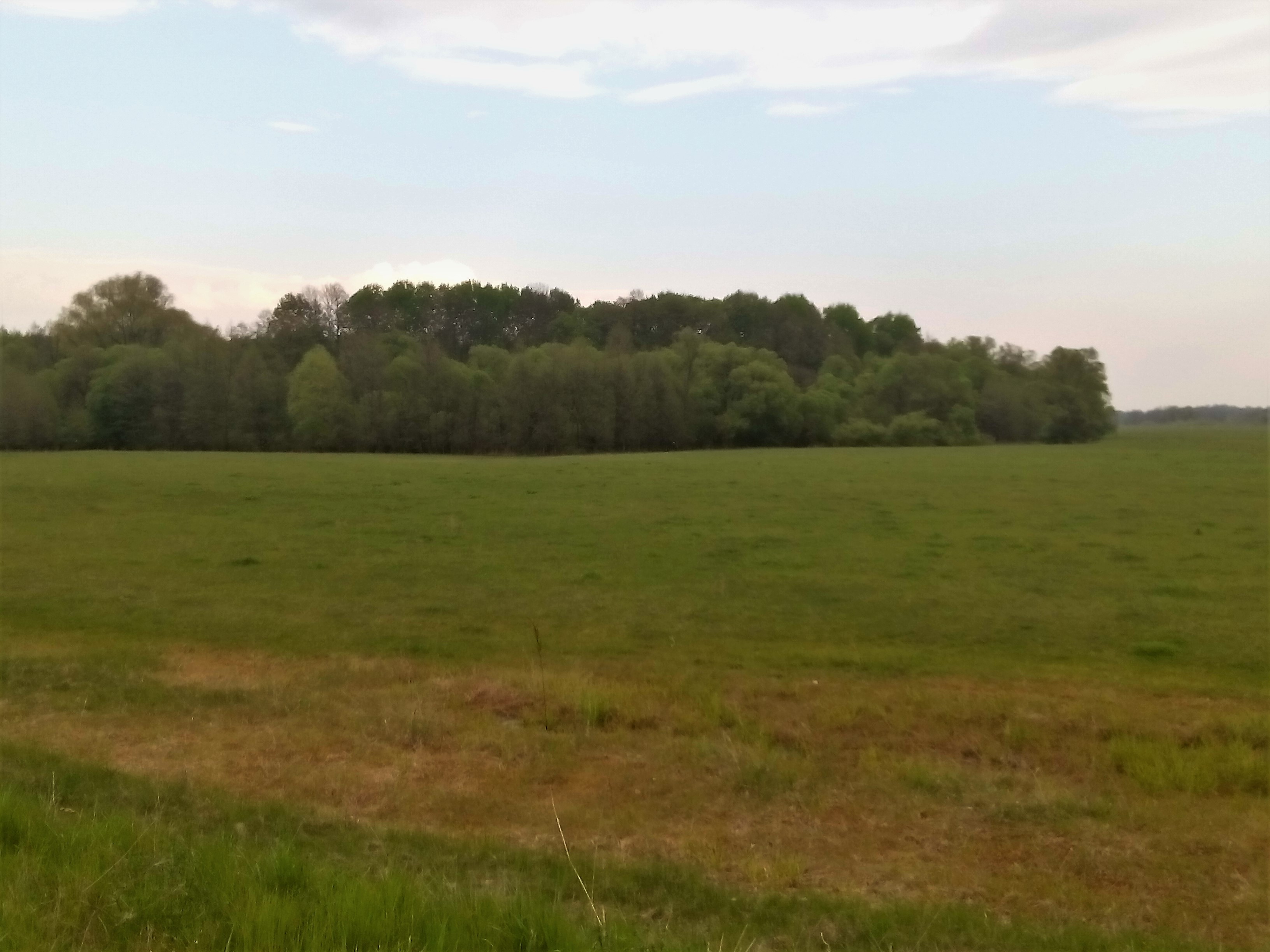
Поле біля села
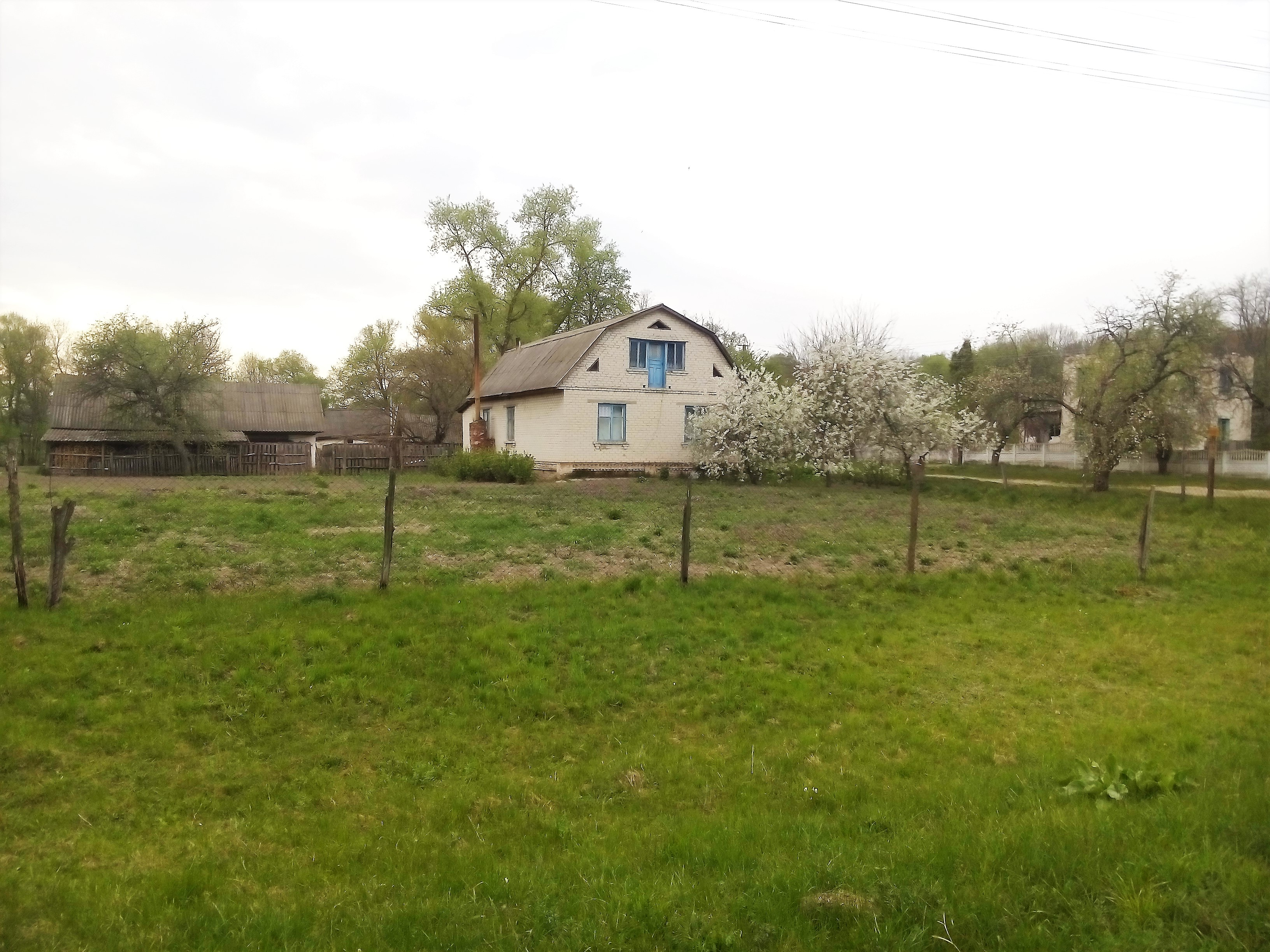
Новий будинок
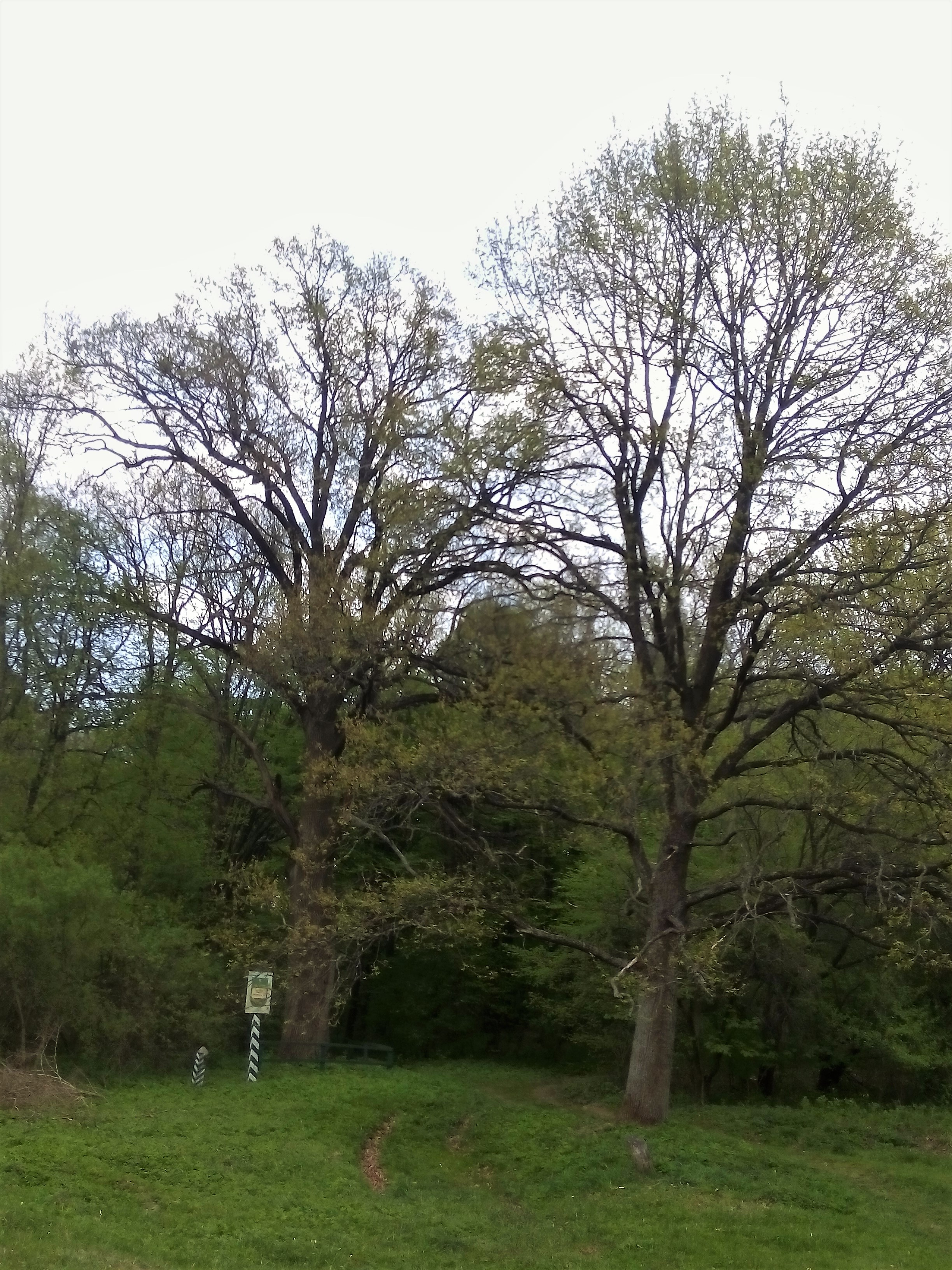
Чорторийський дуб, якому більше 200 років
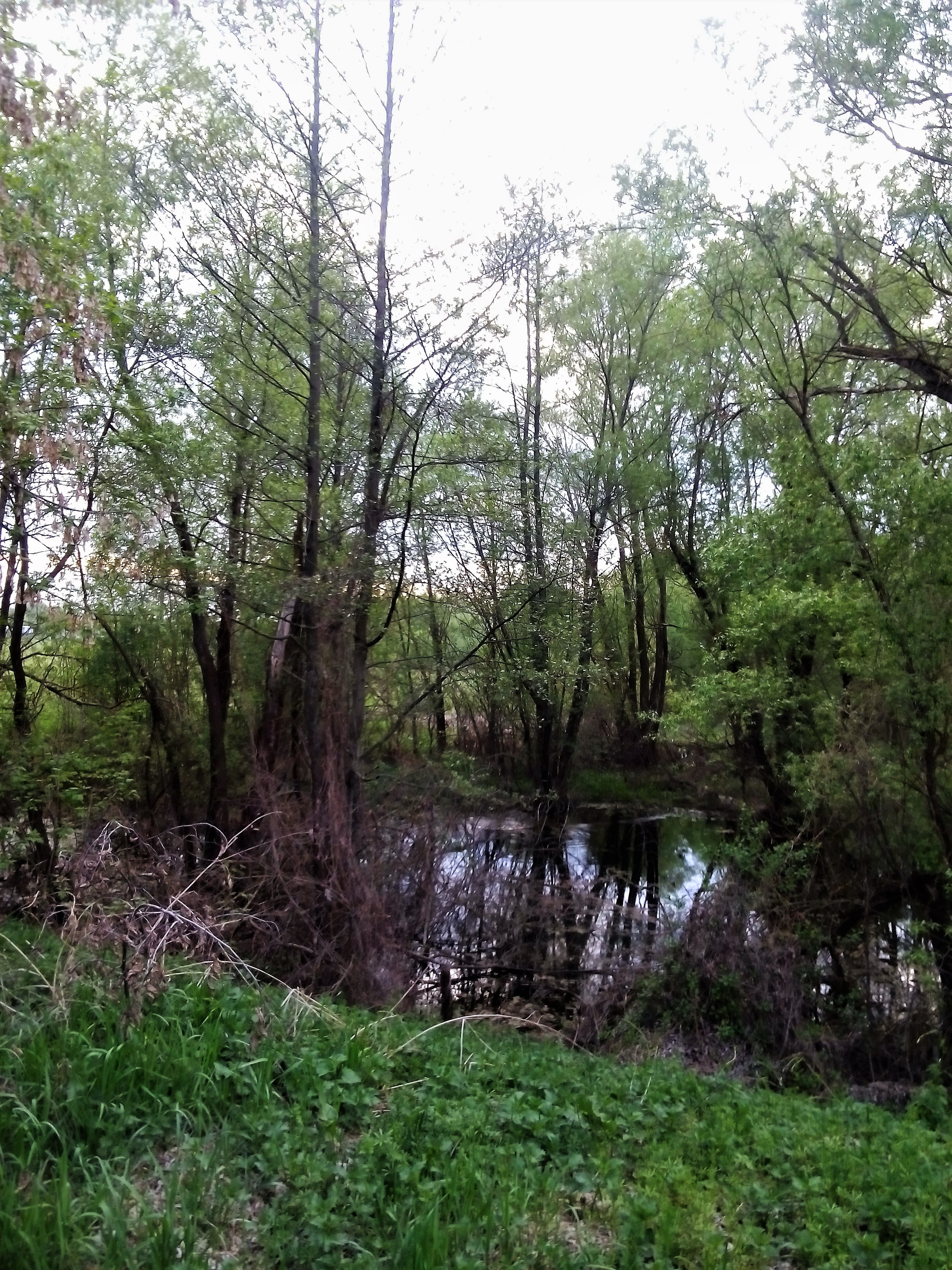
Болото
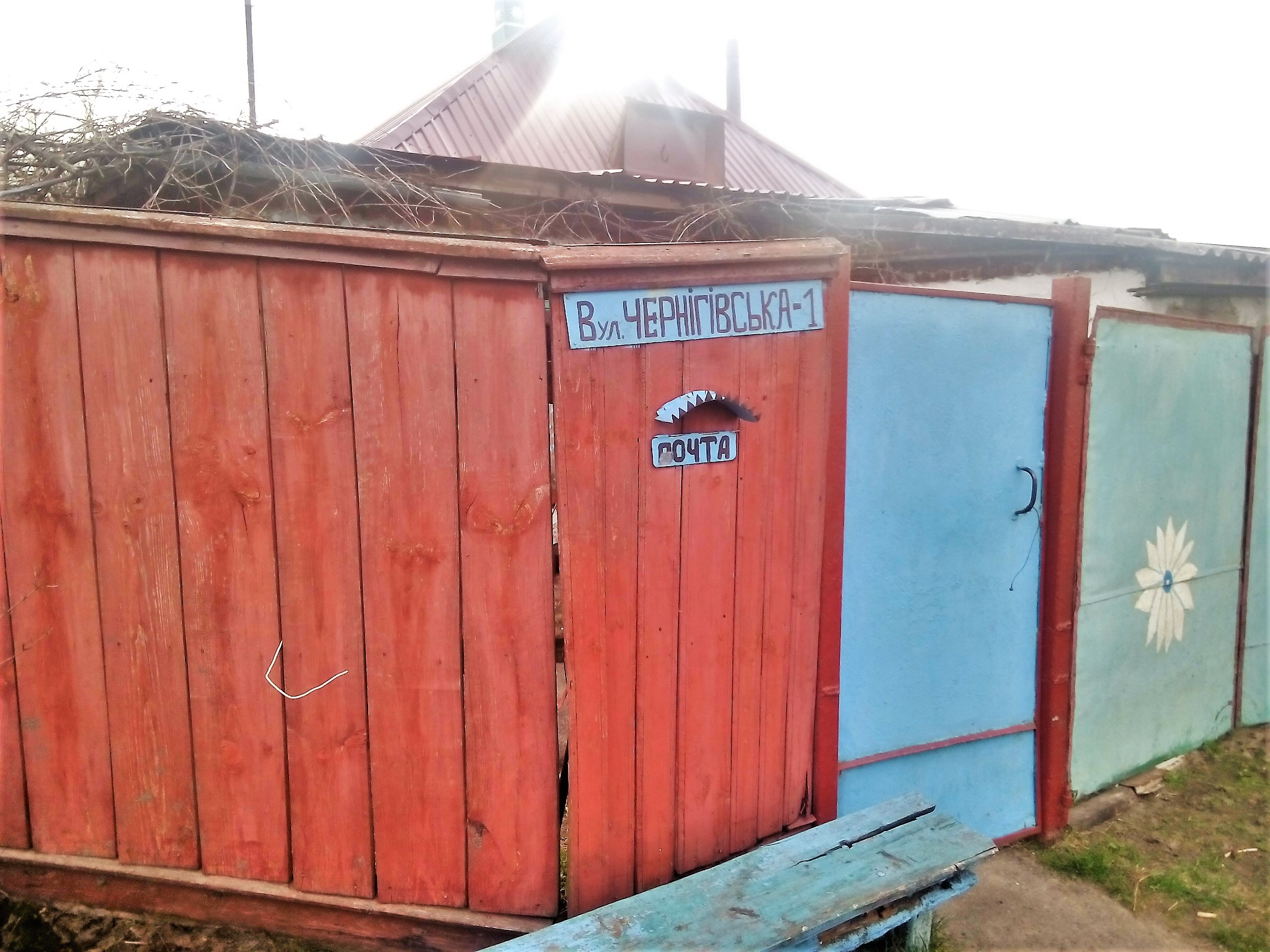
Вулиця Чернігівська 1
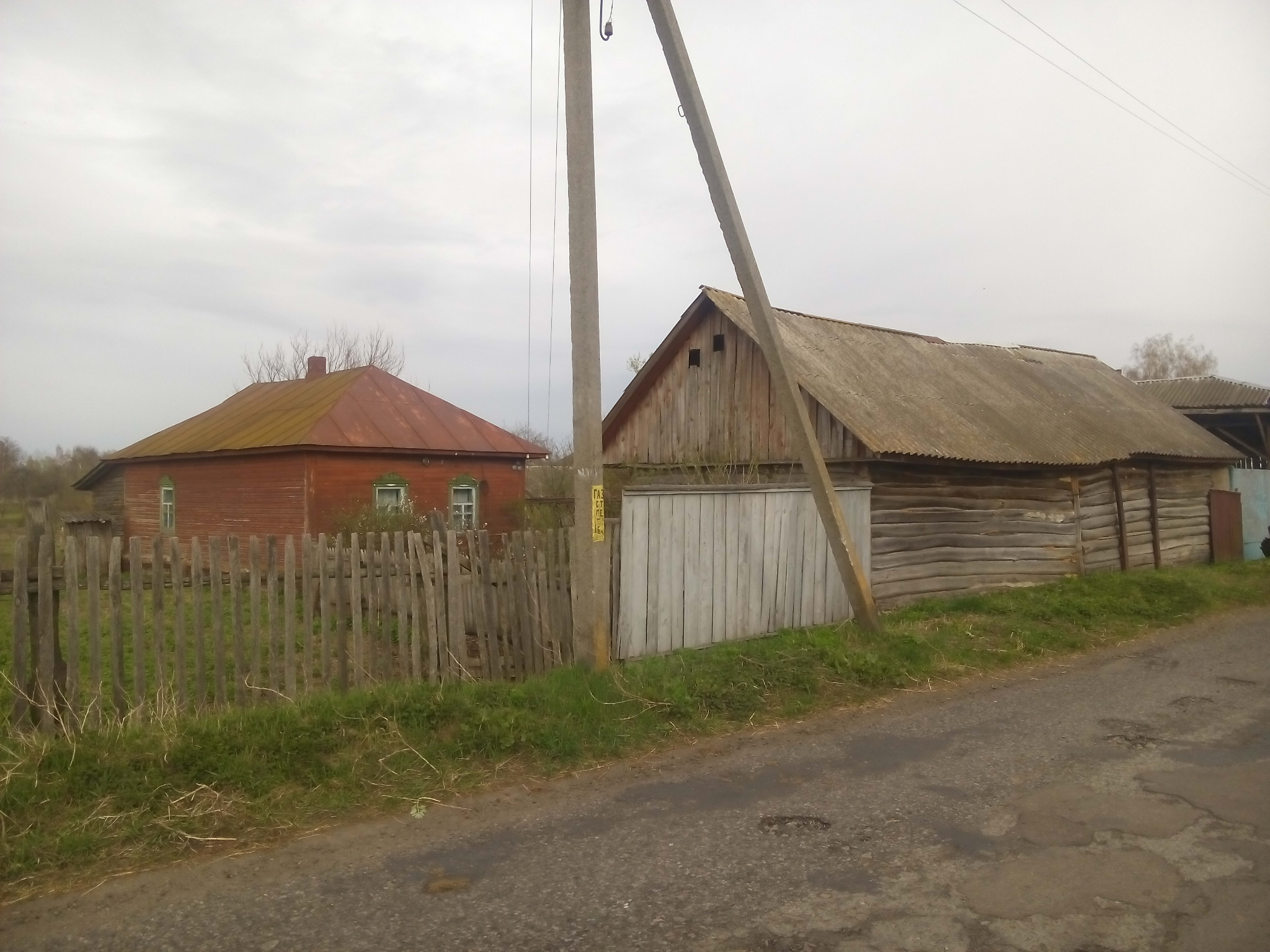
Вулиця Чернігівська
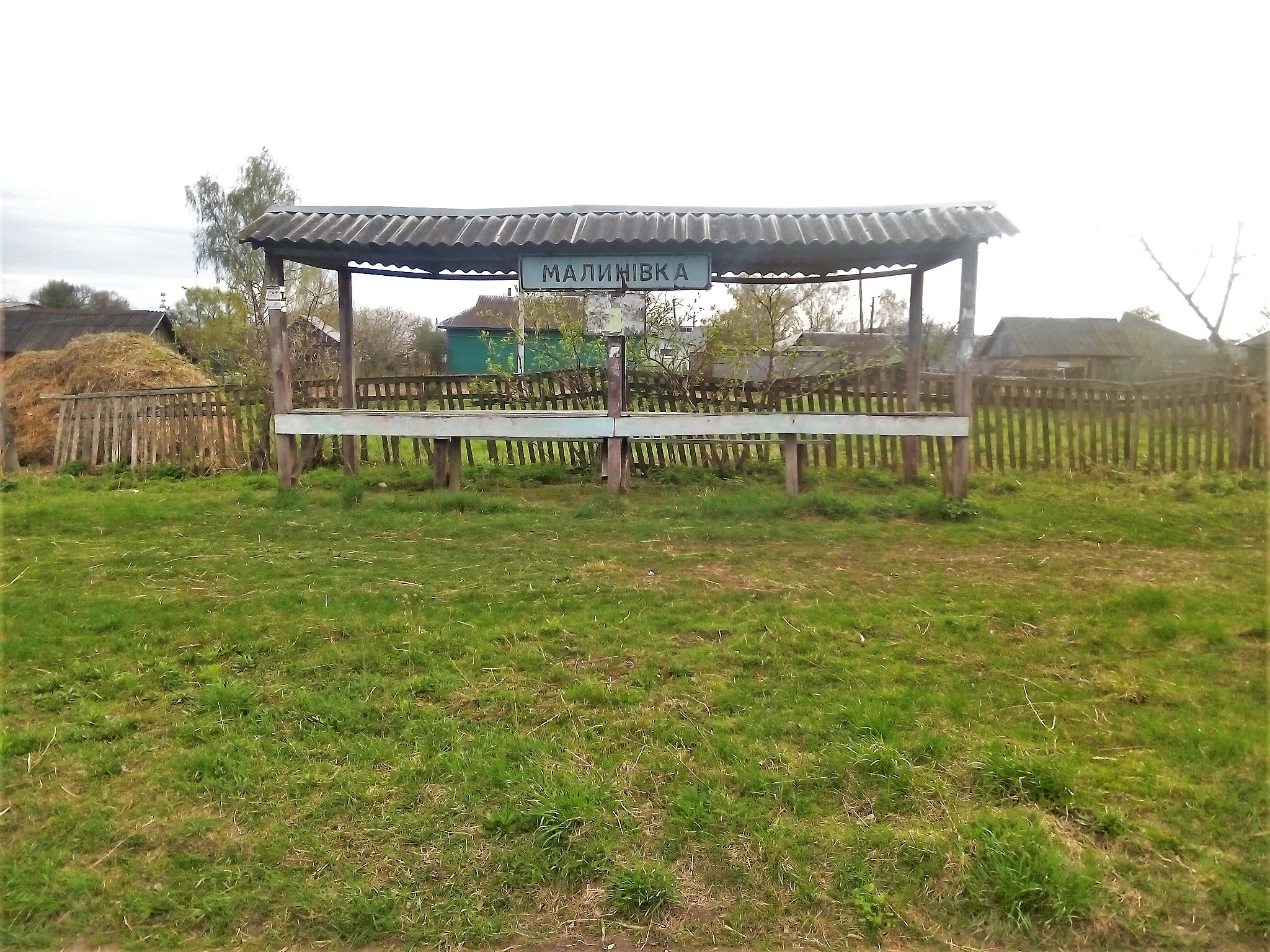
Базар